# دونا شيرلي
دونا شيرلي (بالإنجليزية: Donna Shirley)‏ هي مهندسة فضاء جوي ومهندسة أمريكية، ولدت في 1941 في بولس فالي في الولايات المتحدة.